# 宮城長五郎
宮城長五郎（日语：宮城 長五郎，1878年9月5日—1942年6月25日），為日本男裁判官、檢察官、政治家，曾任司法大臣以及貴族院議員。因盡力製定少年法以及成立矯正法院（少年法院前身）而為人所識。

## 簡歷
宮城1878年於埼玉縣出生，為農民宮城藤次郎次子。早年先後入讀郁文館中學、第一高等學校，1906年畢業於東京帝國大學法科大學，其後於司法官補試中合格並到千葉地方裁判所工作。
1908年升為判事，調至東京地方裁判所工作，之後曾就任八王子區裁判所予審判事。1913年調任東京區裁判所檢事，同年9月出任司法省參事官。1918年7月開始遊歷西方各國，翌年6月回國。1921年就任司法省大臣官房保護課長，任內曾盡力製定少年法以及成立矯正法院（現少年法院）。
1925年，因應治安維持法成立，成為司法省政府委員，1926年調任大審院檢事。因為宮城的思想是「防範犯罪於未然，於其真正犯罪前予以阻止」，所以於1928年所發生的三一五事件當中反對內閤將死刑加入治安維持法，批判此為「刑罰主義的負累」。
之後歷任東京地裁檢事正、長崎控訴院檢事長（現福岡高等裁判所）、名古屋控訴院檢事長（現名古屋高等裁判所），也曾處理不少具爭議案件，如五一五事件、血盟團事件、神兵隊事件以及帝人事件。另外，他為了保護起訴及執行延期的事件，創立組織「帝國更新會」。
1939年初次入閣，成為阿部內閣的司法大臣，1940年內閣總請辭。同年1月16日，獲任命為貴族院勅選議員，並加入無所属倶樂部。1942年逝世，享年六十三歲。

## 親人
宮城之妻為前參議院議員、兼前参議院圖書館運營委員長宮城タマヨ，而長五郎的胞弟是東北大學教授、前宮城縣知事宮城音五郎。長五郎與妻宮城タマヨ育有一子宮城寅二郎。